# Maria Krystyna od Niepokalanego Poczęcia
Maria Cristina Brando (ur. 1 maja 1856 w Neapolu, zm. 20 stycznia 1906 w Casorii) – włoska zakonnica, święta Kościoła katolickiego.

## Życiorys
Pochodziła z zamożnej rodziny, jej matka zmarła kilka dni po jej narodzinach. Chciała zostać sakramentką, jednak jej ojciec był temu przeciwny, lecz w końcu zgodził się na jej wstąpienie do klarysek. Wtedy zachorowała. Gdy wyzdrowiała, w 1876 roku otrzymała habit sakramentek i przyjęła imię Maria Krystyna od Niepokalanego Poczęcia. Wówczas znowu zachorowała i opuściła klasztor. Założyła zgromadzenie Sióstr Wynagrodzicielek Jezusa Sakramentalnego. Zmarła w opinii świętości.
Została beatyfikowana przez papieża Jana Pawła II w dniu 27 kwietnia 2003 roku. 17 września 2014 papież Franciszek podpisał dekret o uznanie cudu za wstawiennictwem błogosławionej. 17 maja 2015 r. Franciszek kanonizował bł. Marię Krystynę od Niepokalanego Poczęcia wraz z trzema innymi zakonnicami Emilią de Villeneuve, Marią Baouardy oraz Marią Alfonsyną Danil Ghattas.